# Football Club Bastia-Borgo
El Football Club Borgo es un equipo de fútbol de Francia que juega en el Championnat National 2, la cuarta división de fútbol en el país.

## Historia
Fue fundado el 3 de julio de 2017 en la ciudad de Borgo de la isla de Corcega luego de la fusión de los equipos CA Bastia y FC Borgo luego de que ambos equipos jugaban en las categorías regionales, además que el FC Borgo contaba con buenas instalaciones deportivas, mientras que el CA Bastia tenía el capital financiero.
En la temporada 2017/18 el club debuta en el Championnat National 2 donde se encontraba el CA Bastia, nombrando a Christophe Taine como el primer entrenador en la historia del club.
En la temporada 2018/19 finaliza en segundo lugar del grupo C del Championnat National 2, el cual ganó el FC Nantes II, pero al ser un equipo filial y como en Francia los equipos filiales son de categoría aficionada, el FC Bastia-Borgo fue el club ascendido al Championnat National para la temporada 2019/20.
Para la temporada 2022/23 el club cambia su nombre por el de FC Borgo.